# Europäische wirtschaftliche Interessenvereinigung
Eine Europäische wirtschaftliche Interessenvereinigung (EWIV) ist eine auf dem Recht der Europäischen Union basierende Gesellschaft, die z. B. in Deutschland und Österreich als Personengesellschaft betrachtet wird. Ihr Zweck ist die Erleichterung und Förderung der grenzüberschreitenden Zusammenarbeit der Mitgliedstaaten. Sie wurde am 25. Juli 1985 als erste europäische Unternehmensform von der damals noch existenten EWG eingeführt und gilt in Deutschland als Handelsgesellschaft im Sinne des Handelsgesetzbuchs.
Eine EWIV kann nach EU-Recht in Verbindung mit nationalem Recht eines Mitgliedstaates von Gesellschaften (GmbH, AG, KG, OHG usw.) und anderen Einheiten des öffentlichen (Gemeinden, Kammern, Universitäten, kirchliche Einrichtungen, öffentlich-rechtliche Rundfunk- oder TV-Anstalten usw.) oder des Privatrechts (Vereine, Stiftungen usw.) gebildet werden. Sie kann auch von natürlichen Personen gegründet werden, die eine gewerbliche, kaufmännische, handwerkliche, landwirtschaftliche oder freiberufliche Tätigkeit in der Gemeinschaft ausüben oder andere Dienstleistungen erbringen. Eine EWIV muss aus mindestens zwei Mitgliedern aus verschiedenen Mitgliedstaaten bestehen. Der Zweck der Vereinigung soll sein, die wirtschaftliche Tätigkeit ihrer Mitglieder zu erleichtern oder zu entwickeln, indem Mittel, Tätigkeiten oder Erfahrungen zusammengeschlossen werden. Dies wird zu besseren Ergebnissen führen, als wenn die Mitglieder einzeln vorgingen. Eine EWIV kann nicht mehr als 500 Personen beschäftigen wegen des Mitbestimmungsumgehungsverbots (Drittelbeteiligungsgesetz).

## Gründung und Rechtsfähigkeit
Der EWIV steht – zumindest in Deutschland – grundsätzlich nur die Form der Neugründung zur Verfügung. Der Gründungsvertrag einer EWIV muss den Namen, den Unternehmenssitz, den Unternehmensgegenstand und gegebenenfalls den Namen, die Nummer und den Ort der Registereintragung eines jeden Mitglieds der Vereinigung sowie die Dauer der Vereinigung, sofern sie nicht unbegrenzt ist, enthalten. In der Literatur wird diskutiert, ob der Gründungsvertrag der Schriftform oder lediglich der Textform bedarf. Um möglichen Problemen vorzubeugen, kann es Gründern empfohlen werden, die Schriftform zu wählen. Dieser Vertrag muss in das von den einzelnen Mitgliedstaaten dafür vorgesehene Register eingetragen werden. Die Eintragung verleiht der EWIV in der gesamten Gemeinschaft die volle Rechtsfähigkeit. Der einzelne Mitgliedstaat bestimmt jedoch, ob und inwieweit die in seiner Rechtsordnung gegründeten EWIV Rechtspersönlichkeit besitzen. Das deutsche EWIV-Ausführungsgesetz zur Europäischen EWIV-Verordnung verweist auf Regelungen über die offene Handelsgesellschaft. Damit erlangt eine deutsche EWIV nach § 124 HGB Rechtsfähigkeit im Sinne einer Gesamthandsgemeinschaft, sie ist keine juristische Person wie AG und GmbH und wird im deutschen Handelsregister A bei den Personengesellschaften geführt (und ist dafür auch nicht publizitätspflichtig). In der Praxis spielt diese Frage keine Rolle, weil kraft EU-Recht jede EWIV Verträge abschließen kann, klagen oder verklagt werden kann und einen Geschäftsführer hat (diesen ähnlich wie bei einer GmbH). Bei jeder Gründung oder Auflösung einer EWIV müssen die Einzelheiten EU-Amtsblatt Reihe S veröffentlicht werden (oftmals dort durch die vielen nationalen Handelsregisterbehörden verwechselt mit der „Europa-AG“ Societas Europaea [S.E.], oder gar nicht zur Publikation weitergeleitet; für einen vollständigen Überblick wird man wohl auf das EU-Kommissionsprojekt eines horizontal verknüpfbaren Unternehmensregisters in den Mitgliedstaaten warten müssen).

## Nutzung als Hilfsfirma
Mit der Schaffung der Rechtsgrundlage für die EWIV hatte die EU im Sinn grenzüberschreitende Zusammenarbeit von Unternehmen zu fördern. Bei der Errichtung einer EWIV muss daher ein grenzüberschreitender Bezug gegeben sein, d. h. ein Bezug der Mitglieder zu mindestens zwei verschiedenen Mitgliedstaaten. Sie soll die wirtschaftliche Tätigkeit ihrer Mitglieder erleichtern und/oder entwickeln, um es Ihnen zu ermöglichen, ihre eigenen Ergebnisse zu verbessern. Die EWIV ist daher nicht selbst auf Gewinnerzielung ausgerichtet, sondern soll die Mitglieder dabei unterstützen, ihre eigenen Ergebnisse zu steigern. Sie darf für die Mitglieder aber nur „Hilfstätigkeiten“ ausführen und eignet sich in besonderem Maße als Hilfsfirma, um gemeinsame Ziele zu erreichen. Sie dient darüber hinaus auch der Verwirklichung und Stärkung des angestrebten europäischen Binnenmarktes durch eine harmonische Entwicklung des Wirtschaftslebens. Die EWIV darf allerdings nicht zur Konzernleitung eingesetzt werden. Sie darf generell keine Anteile an Mitgliedsunternehmen halten. Die Zahl der Arbeitnehmer einer EWIV ist zudem auf 500 begrenzt.
Entscheidet sich ein Unternehmer die Rechtsform zu nutzen, so sind die Vorteile stark von der praktischen Vorgehensweise abhängig. Vorteilhaft ist hierbei die Nutzung der Rechtsform EWIV als Hilfsfirma. Unternehmer bleiben in diesem Fall unverändert und werden Mitglied einer EWIV. Sie können abhängig von der jeweiligen EWIV von diversen Hilfstätigkeiten profitieren.

## Sitz
Der Sitz einer EWIV muss im Europäischen Wirtschaftsraum (EWR) gelegen sein; er kann unter bestimmten Bedingungen (u. a. einstimmige Beschlussfassung; keine weiteren Verpflichtungen gegenüber Finanzbehörden und Sozialversicherung) innerhalb der Gemeinschaft verlegt werden. Für die Sitzverlegung innerhalb des Sitzlandes genügt ein Mehrheitsbeschluss. In einem Nicht-EU-Land kann eine EWIV einen Zweigsitz errichten, wenn dies nach den dort geltenden Registereintragungsregeln möglich ist.

## Rechte der Mitglieder; assoziierte Mitglieder
Jedes Mitglied einer EWIV hat normalerweise eine Stimme. Jedoch kann der Gründungsvertrag bestimmten Mitgliedern mehr als eine Stimme unter der Bedingung gewähren, dass kein einzelnes Mitglied die Stimmenmehrheit besitzt (allerdings nicht mehr als 50 %, auch nicht 0 %). In der Praxis geschieht dies häufig zum Schutz von Minderheiten, z. B. der Gründungsmitglieder, die eventuell sonst überstimmt werden könnten und dann somit die Idee der EWIV Schaden nehmen könnte. Das Abstimmungsverfahren wird von der Mitgliederversammlung, mindestens aber der EG-Verordnung festgelegt.
Viele EWIV haben das Problem, dass sie bestehende Kooperationen mit Mitgliedern aus Drittländern einbeziehen wollen, diese aber nicht EU-Mitgliedstaaten sind (Drittländer sind so z. B. die Schweiz, Türkei, Russland und die USA). Hierzu gibt es in der Regel die Möglichkeit, diese Mitglieder als „assoziierte Mitglieder“ aufzunehmen. Auch die Europäische Kommission geht von dieser Möglichkeit aus, die der Privatautonomie (Vertragsfreiheit) der Mitglieder entspringt. Assoziierte Mitglieder können normalerweise nicht mitstimmen, können aber – da Abstimmungen in einer EWIV zu 99 % immer einvernehmlich verlaufen – „indikativ“ abstimmen, d. h. ihre Abstimmung wird separat von den anderen Mitgliedern zu Protokoll genommen. Auch in der Haftung gibt es Unterschiede: Sie sind nicht Teil der gesamtschuldnerischen, unbeschränkten Haftung wie die aus der EU kommenden Mitglieder, sondern nur intern – also im Ausgleichsverfahren – kann man ihre anteilige Mithaftung vertraglich festlegen. Etwa im Bereich der EWIV für Forschung gibt es sehr häufig assoziierte Mitglieder.

## Geschäftsführung und Vertretung
Die Geschäfte der EWIV werden von einer oder mehreren natürlichen Personen geführt, die durch den Gründungsvertrag oder durch Beschluss der Mitglieder bestellt werden. Die EWIV muss sich aus mindestens zwei Organen zusammensetzen: gemeinschaftlich handelnden Mitgliedern und dem oder den Geschäftsführern. Jeder der Geschäftsführer vertritt und verpflichtet die EWIV gegenüber Dritten, selbst wenn seine Handlungen nicht zum Unternehmensgegenstand der Vereinigung gehören. Es gilt dabei das Prinzip der Fremdorganschaft. Das bedeutet, dass mit der Geschäftsführung ein Dritter (Externer) beauftragt werden kann.
In vielen EU-Mitgliedstaaten – nicht aber z. B. in Deutschland – kann auch eine externe Kapitalgesellschaft (die nicht einmal ihren Sitz in der EU haben muss), also eine juristische Person, die Geschäftsführung übernehmen, freilich nur vertreten durch eine natürliche Person. Außerdem kann auch jeder Staatsangehöriger eines Drittlandes bzw. jemand, der dort seinen (ständigen) Wohnsitz hat, die Geschäftsführung einer EWIV übernehmen.

## Kapitalausstattung
Eine EWIV darf sich nicht öffentlich an den Kapitalmarkt wenden. Eine EWIV muss nicht zwingend mit Kapital ausgestattet sein. Es steht ihren Mitgliedern frei, sich anderer Finanzierungsmethoden zu bedienen. Üblich sind zum Beispiel Mitgliederbeiträge zur Finanzierung der EWIV.

## Rechnungslegung
Die Geschäftsführer sind verpflichtet, für die ordnungsmäßige Buchführung der Vereinigung zu sorgen und den Jahresabschluss aufzustellen.

## Gewinnverteilung
Die EWIV hat nicht den Zweck, Gewinn für sich selbst zu erzielen. Ihre Tätigkeit muss im Zusammenhang mit der wirtschaftlichen Tätigkeit ihrer Mitglieder stehen und darf nur die Hilfstätigkeit hierzu bilden.
Die Gewinne einer EWIV sind auf die Mitglieder nach dem im Gründungsvertrag vorgesehenen Verhältnis oder, falls dieser hierüber nichts bestimmt, zu gleichen Teilen aufzuteilen und von jedem Mitglied direkt zu versteuern. Es können jedoch auch Rücklagen gebildet werden (u. U. auch steuerfrei), z. B. für voraussichtliche Ausgaben für Verwaltung oder laufende bzw. zukünftige Projekte.

## Besteuerung
Eventuelle Gewinne oder Verluste einer EWIV werden, wie bei jeder anderen Personengesellschaft, gesondert festgestellt und ihren Mitgliedern direkt zugerechnet. Die EWIV ist Unternehmerin in der Umsatzsteuer sowie Arbeitgeberin in der Lohnsteuer. Für die Gewerbesteuer haften die Mitglieder einer EWIV gesamtschuldnerisch (§ 5 Satz 4 GewStG). Im Normalfall entsteht jedoch kein Gewinn, da die EWIV im Normalfall ein Zweckzusammenschluss ist und keine eigene Gewinnerzielungsabsicht hat.
Die eventuelle Bildung von Rücklagen ist nach den Grundsätzen ordnungsmäßiger Buchführung (GoB) (lt. HGB) bzw. nach den nationalen Steuergesetzen (EStG, KStG) zu beurteilen, ebenso wie die Rechnungslegung bzw. die Beurteilung über die Zulässigkeit von Betriebsausgaben. Diesbezüglich verhält sich eine EWIV wie jedes andere Unternehmen.

## Haftung der Mitglieder
Als Gegenleistung für die vertragliche Freiheit, welche die Grundlage der EWIV darstellt, und für den Umstand, dass die Mitglieder kein Pflichtkapital zur Verfügung stellen müssen, haften die Mitglieder der Vereinigung unbeschränkt und gesamtschuldnerisch für deren Verbindlichkeiten, Art. 24 Verordnung (EWG) Nr. 2137/85. Dies in einer sog. „Subsidiärhaftung“, d. h. erst haftet die EWIV als solche (die ja auch z. B. Stammkapital ansammeln kann, bzw. mit ihrem eigenen Vermögen), dann erst die Mitglieder. Die Haftung kann aber auch vertraglich limitiert werden (hiervon machen insbesondere einige Forschungs-EWIVs aus dem Bereich von Universitäten Gebrauch); die Eintragung einer „EWIV mit beschränkter Haftung“ (die es ursprünglich in Deutschland einige Male gab) ist jedoch EU-rechtlich unzulässig.

## Rechtsgrundlagen
Die Rechtsgrundlagen der EWIV finden sich:
- Europäische Union: Verordnung (EWG) Nr. 2137/85 des Rates vom 25. Juli 1985 über die Schaffung einer Europäischen wirtschaftlichen Interessenvereinigung (EWIV). ABl. L 199 vom 31. Juli 1985, S. 1–9 (DA, DE, EL, EN, FR, IT, NL).
- Deutschland: Gesetz zur Ausführung der EWG-Verordnung über die Europäische wirtschaftliche Interessenvereinigung (EWIV-Ausführungsgesetz) vom 14. April 1988 (BGBl. 1988 I S. 514), zuletzt geändert durch Artikel 16 des Gesetzes vom 23. Oktober 2008 (BGBl. 2008 I S. 2026). EWIVAG in der geltenden Fassung.
  - Aufgrund der Normenhierarchie stellt die EWIV-Verordnung der EWIV gegenüber den deutschen Ausführungsbestimmungen höherrangiges Recht dar.
  - In § 1 EWIVAG, „Anzuwendende Vorschriften“, wird explizit geregelt, dass die Ausführungsbestimmungen nur gelten, soweit nicht die Verordnung (EWG) Nr. 2137/85 gilt. Es muss deshalb sowohl das EWIV-Ausführungsgesetz, wie auch das Schreiben des Bundesministeriums der Finanzen (BMF) vom 15. November 1988&, IV C5 - S1316 - 67/88 zur Besteuerung der EWIV in Deutschland,[5] berücksichtigt werden.
  - Im Übrigen sind gegebenenfalls die für eine offene Handelsgesellschaft geltenden Vorschriften entsprechend anzuwenden. Durch entsprechende Statutengestaltung kann man den Rückgriff auf oHG-Recht (deutsches HGB, BGB) minimalisieren.
- Österreich: Bundesgesetz zur Ausführung der Verordnung des Rates über die Schaffung einer Europäischen wirtschaftlichen Interessenvereinigung und Änderungen des Firmenbuchgesetzes, des Rechtspflegergesetzes und des Gerichtsgebührengesetzes (EWIV-Ausführungsgesetz - EWIVG), Stammfassung BGBl. Nr. 521/1995, Jahrgang 1995, 169. Stück, ausgegeben am 8. August 1995, S. 6711–6725. Gesamte Rechtsvorschrift in der konsolidierten geltenden Fassung. (In der Anlage des EWIVG wird die Verordnung (EWG) Nr. 2137/85 im Volltext zitiert.)

## Bezeichnung und Kurzform
Im Gegensatz zur Societas Europaea (SE) und zur Societas Cooperativa Europaea (SCE) hat die Rechtsform der EWIV keine sprachunabhängige Bezeichnung und Kurzform. Sie entstand als erste transnationale Rechtsform in der EU im Jahr 1985 nach 15 Jahren Diskussion.
Die Bezeichnungen und Kurzformen für die EWIV in den Amtssprachen der Europäischen Union lauten:
- bulgarisch Европейско обединение по икономически интереси (ЕОИИ)
- dänisch Europæisk økonomisk firmagruppe (EØFG)
- deutsch Europäische wirtschaftliche Interessenvereinigung (EWIV)
- englisch European Economic Interest Grouping (EEIG)
- estnisch Euroopa majandushuvigrupp (EMHG)
- finnisch Eurooppalainen taloudellinen etuyhtymä (ETEY)
- französisch Groupement européen d'intérêt économique (GEIE)
- griechisch Ευρωπαϊκός Όμιλος Οικονομικού Σκοπού (ΕΟΟΣ)
- irisch Grupail Eorpach um Leas Eacnamaioch (GELE)
- italienisch Gruppo europeo di interesse economico (GEIE)
- lettisch Eiropas Ekonomisko interešu grupa (EEIG)
- litauisch Europos ekonominių interesų grupė (EEIG)
- maltesisch Grupp Ewropew ta’ Interess Ekonomiku (GEIE)
- niederländisch Europees economisch samenwerkingsverband (EESV)
- polnisch Europejskie zgrupowanie interesów gospodarczych (EZIG)
- portugiesisch Agrupamento europeu de interesse económico (AEIE)
- rumänisch Grup European de Interes Economic (GEIE)
- schwedisch Europeisk ekonomisk intressegruppering (EEIG)
- slowakisch Európske zoskupenie hospodárskych záujmov (EZHZ)
- slowenisch Evropsko gospodarsko interesno združenje (EGIZ)
- spanisch Agrupación europea de interés económico (AEIE)
- tschechisch Evropské hospodářské zájmové sdružení (EHZS)
- ungarisch Európai Gazdasági Egyesülés (EGE)

## Anzahl
Von 1989 bis 2014 wurden entsprechend der Statistik des Libertas – Europäisches Institut (EWIV-Informationszentrum) insgesamt 2.333 EWIVs gegründet, 391 wurden wieder aufgelöst. In Deutschland waren es bis zu diesem Zeitpunkt 398 EWIVs (84 wieder aufgelöst), in Österreich 34 (1 aufgelöst) und in Liechtenstein (als EWR-Mitglied) 2 (1 aufgelöst). Insgesamt schätzt man (Hochrechnung des Europäischen EWIV-Informationszentrums, Dezember 2010), dass es eine „Dunkelziffer“ von ca. 15 % der Eintragungen in der EU gibt: wegen Verzögerungen zwischen Statutenunterzeichnungen und Eintragung ins Handelsregister, wegen Nicht-Weitergabe der Daten vom Handelsregister ans EU-Amtsblatt S, oder auch einige EWIV, die zwar ordnungsgemäß funktionieren, aber nicht eingetragen sind.
Eine inoffizielle Liste der bestehenden bzw. aufgelösten EWIV in allen EWR-Mitgliedstaaten, die mehrmals pro Jahr aktualisiert wird, stellt das Europäische EWIV-Informationszentrum im Internet ein.

## Beispiele
- der Fernsehsender ARTE GEIE mit Sitz in Straßburg
- die EPOA – European Public Organisations Association EWIV mit Sitz in Moormerland
- Cethos Group EWIV mit Sitz in Berlin (Firma gelöscht, Quelle: https://www.northdata.de/Cethos+Group+EWIV,+Berlin/Amtsgericht+Charlottenburg+%28Berlin%29+HRA+49598+B)
- Europäische Mittelstandsvereinigung EMI EWIV mit Sitz in Schwerin
- Organisation of European Cancer Institutes (OECI) EEIG mit Sitz in Brüssel
- Groupement Européen des Sociétés d'Auteurs et Compositeurs (GESAC) GEIE mit Sitz in Brüssel
- Deutsch-Polnische Regionalentwicklung (DePoRE) EWIV mit Sitz in Neulewin
- Islek ohne Grenzen EWIV mit Sitz in Weiswampach (L)
- Hockey Europe mit Sitz in Köln
- Europäisches Branchenkompetenzzentrum für die Gesundheitswirtschaft EWIV mit Sitz in Berlin
- Europäische wirtschaftliche Interessenvereinigung der Senatoren mit Sitz in Friedeburg und Luxemburg
- Institut für Europäische Wirtschaftsförderung mit Sitz in Zeven, Norddeutschland
- SD Admin EWIV für regionale und kommunale Wirtschaftsentwicklung
- Propbox International EWIV mit Sitz in Deutschland